# Montañas de Zungaria
Las montañas de Zungaria o Dzungarian Alatau (Alatau que significa montañas coloreadas) (en mongol: Зүүнгарын Алтай, en kazajo: Жетісу Алатауы) es una cadena montañosa de la frontera entre Kazajistán y China, en concreto entre la kazaja provincia de Almaty y la china región autónoma uigur de Sinkiang. La cordillera es nombrada por la desértica región de Zungaria y del pueblo de los zungaros que habitaban las llanuras circundantes. Localizada entre el valle del río Karatal (Коксу) y el lago Alakol, tiene una longitud de unos 450 km, con una anchura de 50 a 90 km de anchura y una altitud máxima de 4622 m (pico Tyanshanskoho Semenova). Los picos de las montañas están cubiertos de glaciares, con un área estimada de 724.95 km², siendo el mayor el glaciar Jambul (o glaciar Abaya), que tiene una longitud de 8 km y 21 km². En la cordillera nacen los ríos Karatal (390 km), en la vertiente meridional, y  Aksu (316 km), Tentek (180 km) y  Lepsa (417 km), en la septentrional, todos ellos afluentes del lago Baljash.
En el extremo oriental de la cadena, en la frontera chino-kazaja, está la puerta de Zungaria, el importante paso de montaña que fue usado durante siglos como ruta de las invasiones de conquista desde el  Asia Central. Los vientos que corren a través de esta paso se encuentran entre los más fuertes de Eurasia.
En la zona de Zungaria estaba ubicado históricamente el kanato de Zungaria.

## Mapas

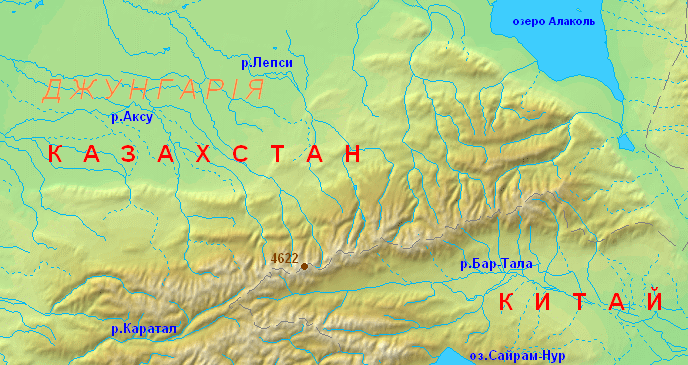
Mapa de las montañas
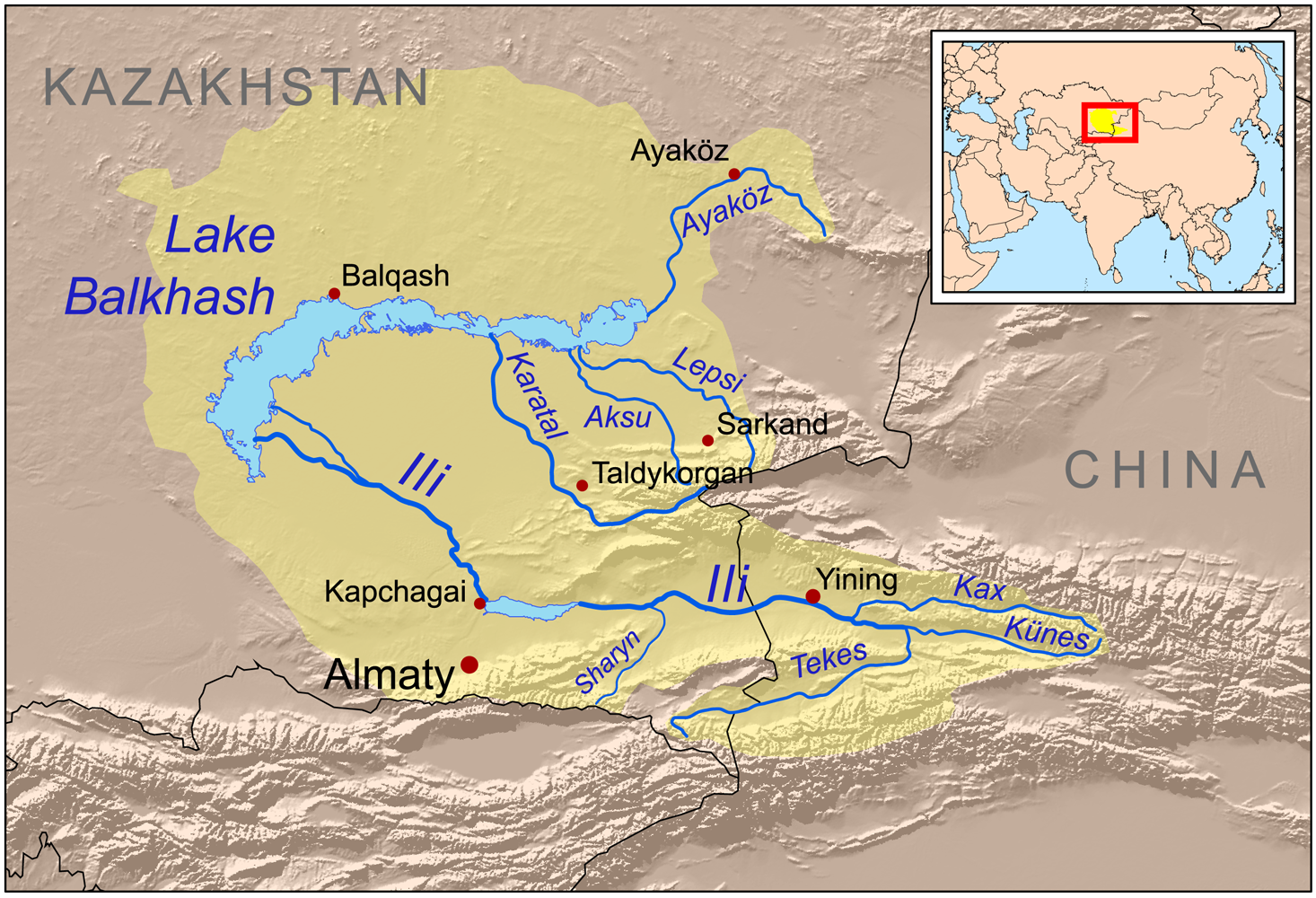
Cuenca del Baljash
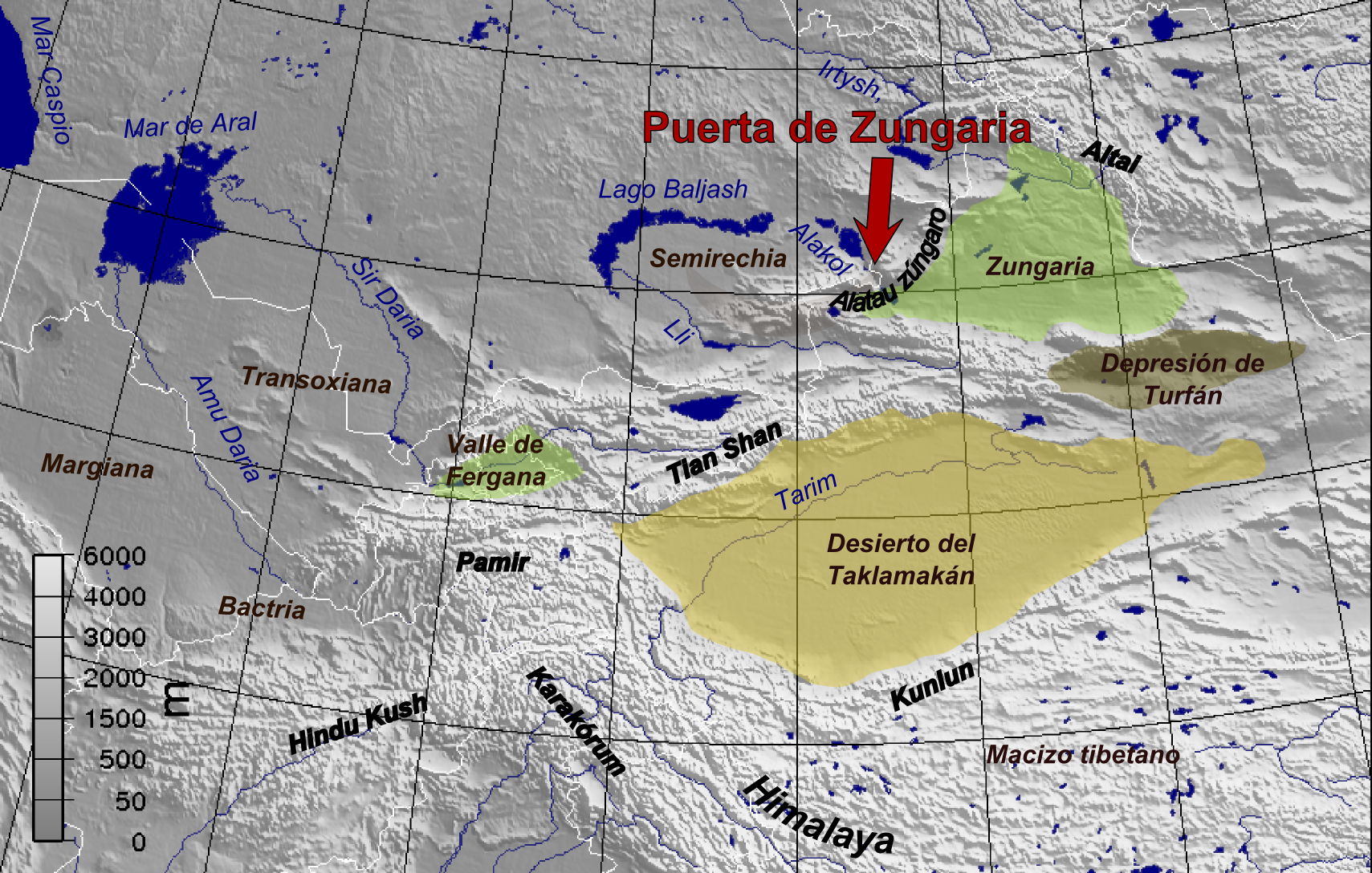
Puerta de Zungaria